# 클레어 줄리엔

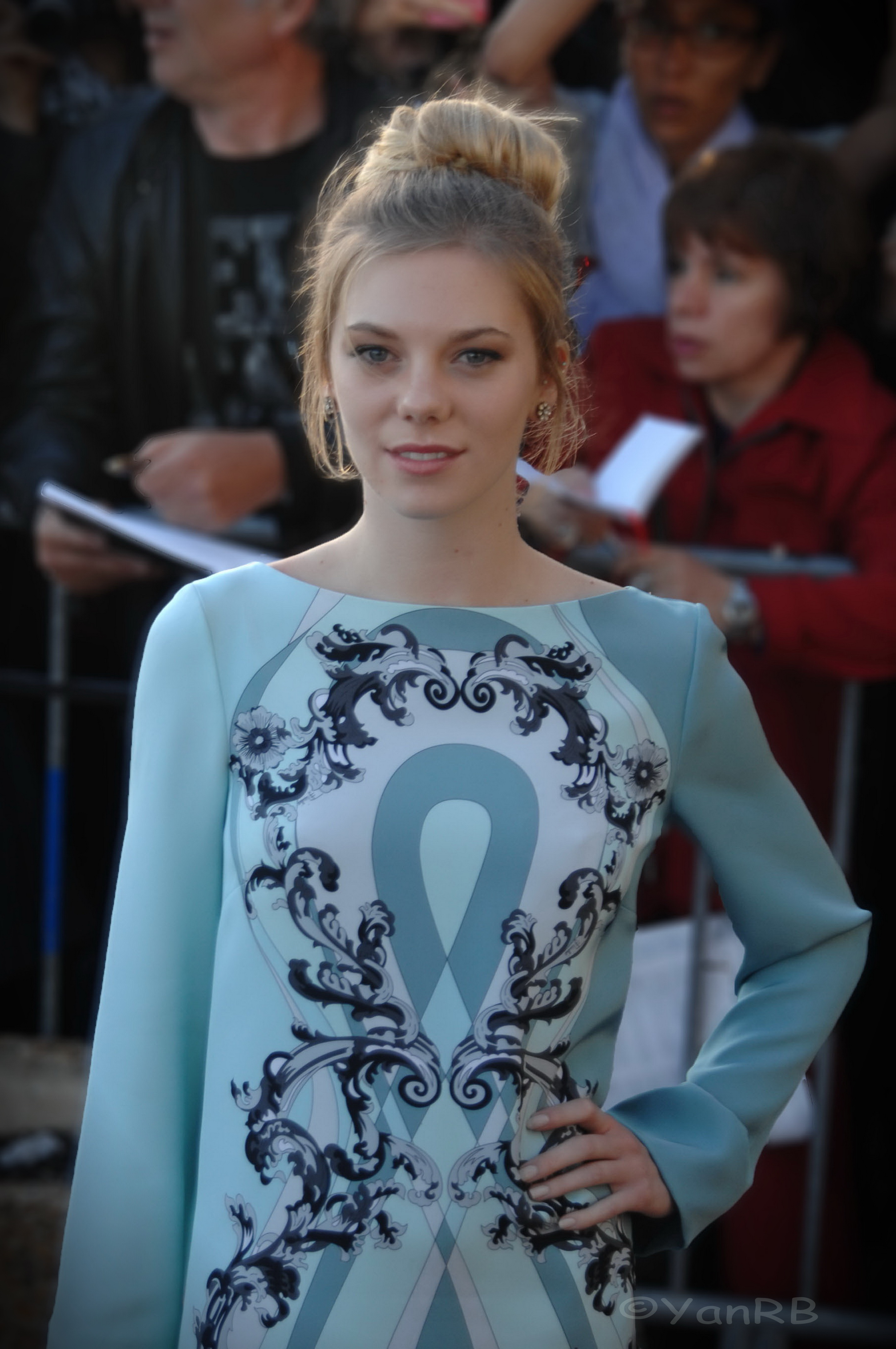

클레어 줄리엔(Claire Julien, 1995년 1월 11일 ~ )은 미국의 배우, 영화배우이다.
로스앤젤레스에서 태어났다.

## 영화
- 다크 나이트 라이즈 (2012년)
- 블링 링 (2013년) - 클로에 역